# Chaoseum
A Chaoseum svájci nu metal együttes. 2018-ban alakultak Lausanne városában. Hasonlít a Korn zenekarhoz a stílusa, zenéje. A zenekarban nincs basszusgitáros, tehát két gitáros játszik a zenekarban. Eredetileg női énekesük volt, Lola van Loo személyében.

## Tagok
- C.K. Smile - ének
- Loic Duruz - gitár, háttérvokál
- Valery Veings - gitár, basszusgitár
- Greg Turini - dobfelszerelés, háttérvokál

## Korábbi tagok
- Lola van Loo - ének

## Albumok
- First Step to Hell (2018)
- Second Life (2020)
- The Third Eye (2022)